# Trump–Lilly Farmstead
La Trump–Lilly Farmstead est une ancienne ferme américaine située dans le comté de Raleigh, en Virginie-Occidentale. Protégée au sein des parc national et réserve de New River Gorge, elle est inscrite au Registre national des lieux historiques depuis le 8 novembre 1990.